# Église apostolique (pentecôtiste)
Pour les articles homonymes, voir Église apostolique.
L'Église apostolique (anglais : Apostolic Church) est une association internationale chrétienne évangélique d'églises pentecôtistes créée en 1916.

## Histoire

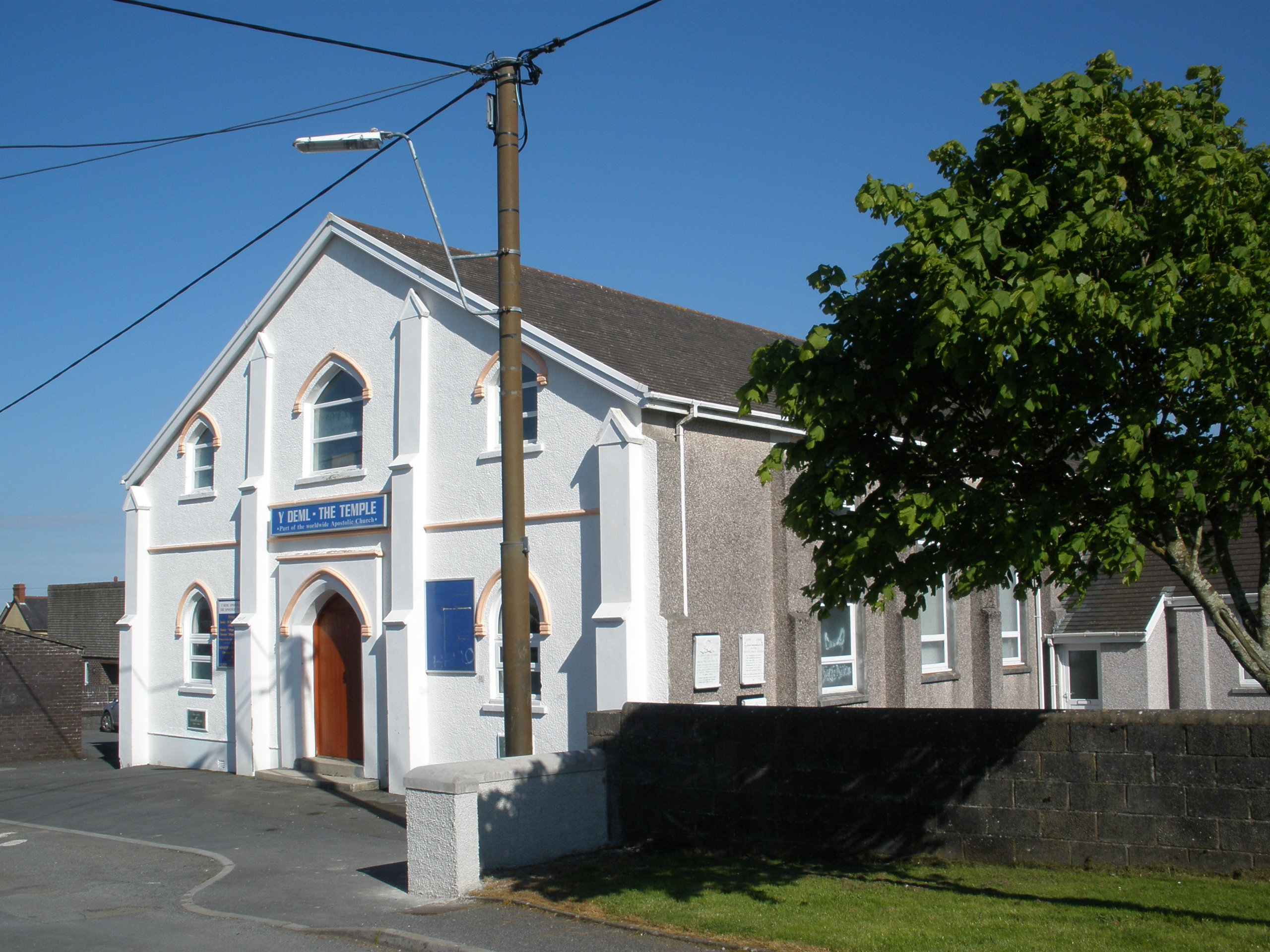
The Apostolic Temple, Penygroes, Carmarthenshire, Pays de Galles

L’Église a ses origines dans la fondation de l'Apostolic Faith Church, une confession pentecôtiste à Bournemouth, en Angleterre, par William Oliver Hutchinson en 1911.
En 1916, Daniel Powell Williams quitte l'Apostolic Faith Church et fonde l'Église apostolique,.
Selon un recensement de l’association d’églises en 2016, elle dit avoir environ 15 millions de membres dans 90 pays.

## Croyances
L’association d’églises a une confession de foi pentecôtiste.